# 托馬斯維爾 (喬治亞州)
托馬斯維爾（英語：Thomasville）是一個位於美國喬治亞州托馬斯縣的城市。根據2010年美國人口普查，該地人口為18413人，而該地的面積約為38.70平方千米。同時該地也是托馬斯縣的縣治。

## 地理
托馬斯維爾的座標為30°50′11″N 83°58′42″W / 30.83639°N 83.97833°W，而該地的平均海拔高度為85米（即279英尺）。